# Carex oederi
Carex oederi — вид рослин із родини осокових (Cyperaceae), що зростає у Марокко, Європі, Азії, Північній Америці.

## Біоморфологічна характеристика
Родючі стебла 3.5–35(45) см, гладкі, тупотрикутні, часто дугою. Листки 1.8–4(9) мм завширшки, коротші за стебла, гладкі, плоскі, дещо жорсткі; язичок до 2.5 мм, вужчий за пластину. Сім'янки 1.1–1.5 × 0.9–1.2 мм, оберненояйцеподібні, трикутні. 2n = 68, 70.

## Середовище проживання
Зростає у Марокко, Європі, Азії, Північній Америці.
Населяє торф'яні болота та краї потоків на кислотних субстратах, хоча іноді він з'являється на вапнякових субстратах у регіонах з великою кількістю опадів.